# Safari (The Breeders)
Safari è un EP del gruppo musicale statunitense The Breeders, pubblicato nel 1992.

## Tracce
Testi e musiche di Kim Deal, tranne dove indicato.
1. Do You Love Me Now – 2:40
2. Don't Call Home (Deal/Murphy) – 3:37
3. Safari – 3:30
4. So Sad About Us (Pete Townshend) – 2:21

## Formazione
- Kim Deal – voce, chitarra
- Kelley Deal – chitarra
- Tanya Donelly – voce, chitarra
- Josephine Wiggs – voce, basso, violoncello
- Britt Walford (acc. Mike Hunt) – batteria
- Jon Mattock – batteria (in Safari)